# Санта Монтефиоре
Санта Монтефиоре (на английски: Santa Montefiore), с фамилия по баща Палмър-Томкинсън (Palmer-Tomkinson), е английска писателка на произведения в жанровете исторически и съвременен любовен роман, драма, фентъзи и детска литература.

## Биография и творчество
Родена е на 2 февруари 1970 г. в Уинчестър, Хампшър, Англия, в семейството на Чарлз Палмър-Томкинсън (върховен шериф на Хампшър, олимпийски скиор) и Патриша Доусън – богати собственици на земя в Хампшър и Лестършър. Учи в девическия интернат „Шерборн“ в Дорсет. Още в училище пише истории за своите приятели.
Когато навършва 19 години, майка ѝ организира да преподава година английски език в Аржентина на три малки деца през 1989 г.
Следва испанска и италианска филология в Ексетърския университет. След дипломирането си работи в Лондон, после работи първо като специалист „Връзки с обществеността“ за фирмата на производителя Суейн Адени, а по-късно за бижутера Тео Фенел и за модния дизайнер Ралф Лорен. Омъжва се за писателя и историк Саймън Монтефиоре на еврейска сватба (като приема Юдаизма преди брака) през 1998 г. Имат две деца – Лили и Саша.
Първият ѝ роман „Среща под магическото дърво“ е издаден през 2001 г. В него се разказва историята на София Соланас, която израства в заможно ранчо в Аржентина. Когато израства и се впуска в страстна любовна афера, е разделена от любовника си от майка си и е изпратена в изгнание в Европа, докато не се завръща след две десетилетия. Действието на първите ѝ четири романа се развива в Аржентина – страна в която тя се влюбва и определя като свой втори дом. 
Произведенията ѝ са определяни като „блокбъстъри за плажа“ предназначени за жени и са издадени в над 6 милиона екземпляра по света.
Санта Монтефиоре живее със семейството си в Лондон и във вила в провинцията на Хампшър, където е израснала. Вилата фигурира в много от нейните романи и е селска къща от 17 век с древни дървета и красиви градини.

## Произведения

### Самостоятелни романи
- Meet Me Under the Ombu Tree (2001)[1][4]
Среща под магическото дърво, изд. „СББ Медиа“, София (2018), прев. Боряна Даракчиева
- The Butterfly Box (2002)[2]
- The Forget-me-not Sonata (2003)[3]
- The Swallow and the Hummingbird (2004)
- Last Voyage of the Valentina (2005)
Последното пътуване на Валентина, изд. „СББ Медиа“, София (2021), прев. Боряна Даракчиева
- The Gypsy Madonna (2006)
- The Sea of Lost Love (2007)
- The French Gardener (2008)
Френският градинар, изд. „СББ Медиа“, София (2019), прев. Боряна Даракчиева
- The Italian Matchmaker (2009)
- The Affair (2010) – издаден и като The Perfect Happiness
- The House by the Sea (2011) – издаден и като The Mermaid Garden
Къща на брега на морето, изд. „СББ Медиа“, София (2016), прев. Боряна Даракчиева
- The Summer House (2012) – издаден и като The Woman from Paris
- The Secrets of the Lighthouse (2013)
- The Beekeeper's Daughter (2014)
Дъщерята на пчеларя, изд. „СББ Медиа“, София (2017), прев. Боряна Даракчиева
- The Temptation of Gracie (2018)
Изкушението на Грейси, изд. „СББ Медиа“, София (2020), прев. Боряна Даракчиева
- Here and Now (2020)
- An Italian Girl in Brooklyn (2022)
- Wait for Me (2023)

### Серии

#### Серия „Хрониките на Девърил“ (Deverill Chronicles)
1. Songs of Love and War (2015) – издаден и като The Girl in the Castle[1]
Момичето от замъка, изд. „СББ Медиа“, София (2023), прев. Снежинка Вакрилова
2. Daughters of Castle Deverill (2016) – издаден и като The Daughters of Ireland[4]
Дъщерите на Ирландия, изд. „СББ Медиа“, София (2023), прев. Снежинка Вакрилова
3. The Last Secret of the Deverills (2017) – издаден и като The Secret of the Irish Castle
Тайната на Деверил, изд. „СББ Медиа“, София (2023), прев. Снежинка Вакрилова
4. The Secret Hours (2019)
Тайният час, изд. „СББ Медиа“, София (2023), прев. Снежинка Вакрилова
5. The Distant Shores (2021)
Далечни брегове, изд. „СББ Медиа“, София (2023), прев. Снежинка Вакрилова

#### Серия „Кралските зайци от Лондон“ (Royal Rabbits Of London) – съсСаймън Монтефиоре
1. The Royal Rabbits Of London (2016) – издаден и като The Royal Rabbits[1]
2. Escape From the Tower (2017) – издаден и като Escape from the Palace
3. The Great Diamond Chase (2018)
4. The Hunt for the Golden Carrot (2019)

#### Серия „Флапи“ (Flappy)
- Flappy Entertains (2021)[1]
- Flappy Investigates (2022)

### Новели
- A Mother's Love (2013)
- The Kiss (2022)